# Камерон (округ, Луїзіана)
Шаблон:StateAbbr_ 29°51′ пн. ш. 93°12′ зх. д. / 29.85° пн. ш. 93.2° зх. д.
Округ  Камерон (англ. Cameron Parish) — округ (парафія) у штаті  Луїзіана, США. Ідентифікатор округу 22023.

## Історія
Округ утворений 1870 року.

## Демографія
За даними перепису 
2000 року 
загальне населення округу становило 9991 осіб, усе сільське.
Серед мешканців округу чоловіків було 5017, а жінок — 4974. В окрузі було 3592 домогосподарства, 2703 родин, які мешкали в 5336 будинках.
Середній розмір родини становив 3,21.
Віковий розподіл населення поданий у таблиці:
| Стать    | До 15 років | 15-21 | 22-29 | 30-39 | 40-49 | 50-65 | 65-85 | Понад 85 |
| -------- | ----------- | ----- | ----- | ----- | ----- | ----- | ----- | -------- |
| Чоловіки | 1178        | 571   | 487   | 763   | 753   | 782   | 447   | 36       |
| Жінки    | 1117        | 540   | 461   | 755   | 760   | 766   | 506   | 69       |

## Суміжні округи
- Калкасьє — північ
- Джефферсон-Девіс — північний схід
- Вермільйон — схід
- Джефферсон, Техас — південний захід
- Орандж, Техас — захід

## Виноски
1. ↑  U.S. Decennial Census. United States Census Bureau. Архів оригіналу за 26 квітня 2015. Процитовано 27 серпня 2014.
2. ↑  Historical Census Browser. University of Virginia Library. Архів оригіналу за 11 серпня 2012. Процитовано 27 серпня 2014.
3. ↑  Population of Counties by Decennial Census: 1900 to 1990. United States Census Bureau. Архів оригіналу за 15 вересня 2014. Процитовано 27 серпня 2014.
4. ↑  Census 2000 PHC-T-4. Ranking Tables for Counties: 1990 and 2000 (PDF). United States Census Bureau. Архів оригіналу (PDF) за 18 грудня 2014. Процитовано 27 серпня 2014.
5. ↑  State & County QuickFacts. United States Census Bureau. Архів оригіналу за 29 листопада 2015. Процитовано 20 серпня 2013.(англ.) Наведено за англійською вікіпедією.
6. ↑  American FactFinder. Бюро перепису населення США. Архів оригіналу за 29 липня 2011. Процитовано 31 січня 2008.

| США | Це незавершена стаття з географії США. Ви можете допомогти проєкту, виправивши або дописавши її. |